# Remigia persubtilis
Remigia persubtilis là một loài bướm đêm trong họ Erebidae.